# Adrian z Enkenfurtu
Adrian hrabě z Enkenfurtu (Adrian Reichsgraf von Enkevort / Enckenforth) (20. srpna 1603 Diest, Španělské Nizozemí – 3. června 1663 Ledeč nad Sázavou) byl vojevůdce třicetileté války ve službách Habsburků. Od mládí sloužil v císařské armádě a zúčastnil se řady tažení na různých evropských bojištích třicetileté války. V roce 1654 byl povýšen na hraběte a v roce 1658 dosáhl hodnosti polního maršála. V druhé vlně pobělohorských konfiskací po smrti Albrechta z Valdštejna získal darem majetek v Čechách (Ledeč nad Sázavou, 1636).

## Životopis

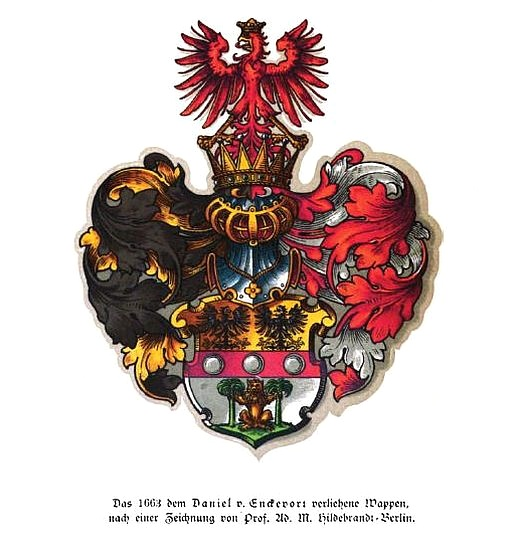
Rodový erb

Pocházel ze staré šlechtické rodiny z Brabantska, jeho předkové získali titul rytířů v roce 1530 od císaře Karla V. Byl synem Wilhelma z Enkenfurtu a po otcově vzoru vstoupil v mládí do vojska bavorského vévody Maxmiliána I., později přešel do císařské armády a zúčastnil se bojů třicetileté války. Vynikl v bitvě u Lützenu a dosáhl hodnosti podplukovníka. Spolu s Adamem Erdmanemm Trčkou sloužil pak pod velením generalissima Albrechta z Valdštejna. Vyhnul se kompromitaci v souvislosti s Valdštejnovou zradou a na valdštejnských konfiskacích nakonec i majetkově profitoval. V roce 1635 byl povýšen do stavu svobodných pánů, zároveň byl jmenován císařským komořím. V hodnosti plukovníka se připojil k vojsku Karla IV. Lotrinského, aby mu pomohl osvobodit Lotrinské vévodství od francouzské okupace. Již v roce 1636 byl jmenován generálním polním vachtmistrem (generálmajorem) a pod velením maršála Piccolominiho bojoval v severní Francii a Španělském Nizozemí, v této době operoval často ve spolupráci s Janem z Werthu.
V lednu 1638 zahájil nečekanou ofenzívu u Rheinfeldenu obléhaného vojskem vévody Bernarda Sasko-Výmarského a po několikadenní bitvě padl do zajetí. Tři roky strávil v zajetí v Paříži, kde mu však bylo umožněn relativně pohodlný život a zúčastnil se i společenských akcí. V roce 1641 byl ze zajetí propuštěn a dalších vojenských akcí se zúčastnil pod velením arcivévody Leopolda Viléma. Od roku 1643 byl členem generálního štábu generalissima Matyáše Gallase a bojoval proti Švédům, v roce 1644 velel také jednotkám v Uhrách proti povstání Jiřího Rákocziho, téhož roku byl povýšen na polního podmaršála. Po návratu do Gallasovy armády padl znovu do zajetí v bitvě u Jüterborgu (1644). Po opětovném propuštění zajetí byl pověřen funkcí vojenského guvernéra v Tyrolsku a Vorarlbersku, se střídavými úspěchy bojoval znovu proti Švédům a v roce 1647 získal hodnost polního zbrojmistra. V závěru třicetileté války z pověření bavorského kurfiřta Maxmiliána převzal vrchní velení bavorské armády s hodností polního maršála (1648).
Po skončení války obdržel roční penzi ve výši 3 000 zlatých, v roce 1654 získal titul říšského hraběte a v roce 1658 byl povýšen do hodnosti polního maršála císařské armády. V závěrečné fázi francouzsko-španělské války v roce 1656 byl vyslán s vojenským sborem v počtu 12 000 mužů do Itálie, ale po uzavření Pyrenejského míru se vrátil do Vídně. Zemřel na svém sídle v Ledči nad Sázavou.

## Majetkové poměry a rodina

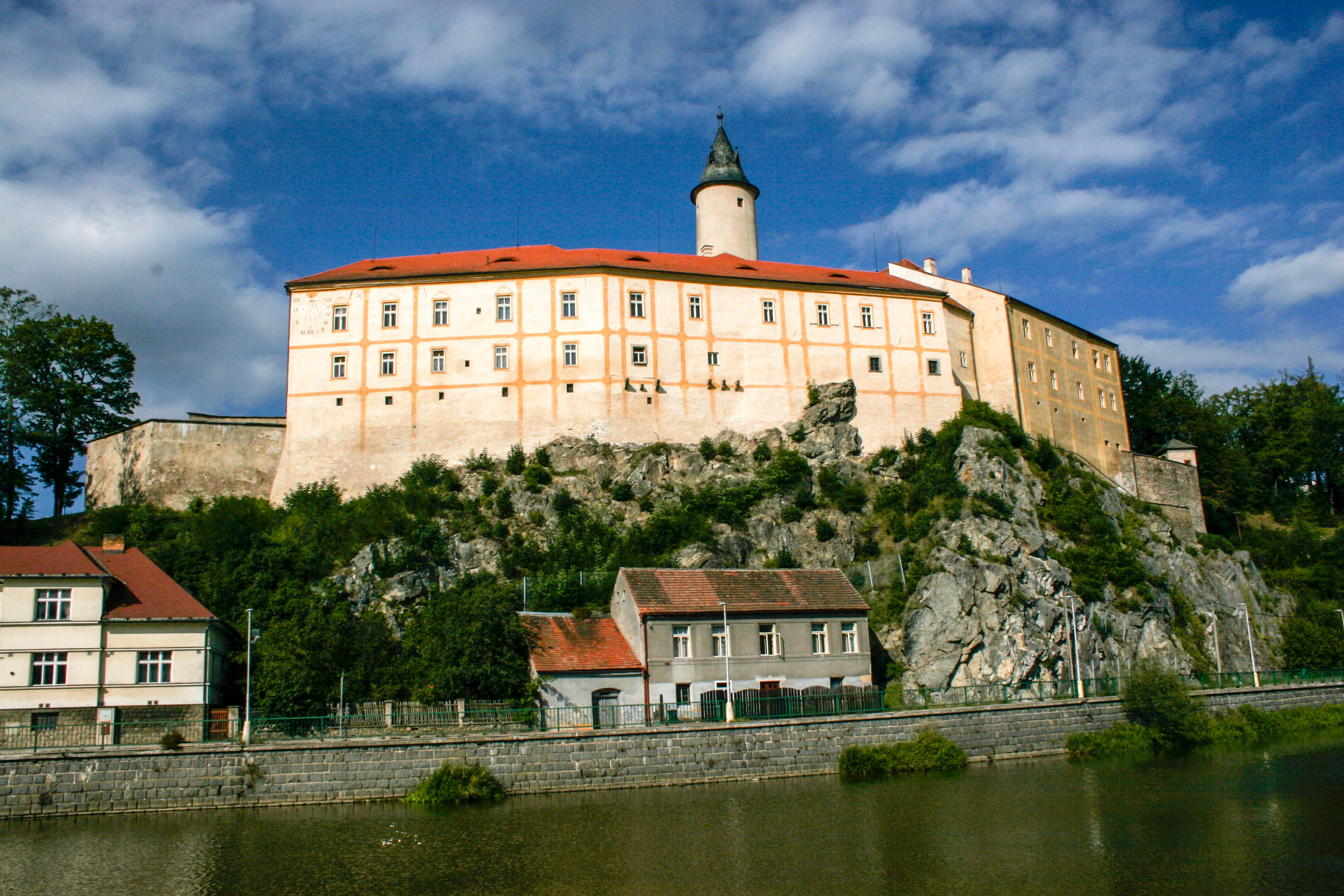
Hrad Ledeč nad Sázavou, majetek rodu od roku 1636

Po smrti Albrechta z Valdštejna a jeho stoupenců získal Adrian z Enkenfurtu majetek v Čechách. V druhé vlně pobělohorských konfiskací obdržel z posmrtně zabaveného majetku Jana Rudolfa Trčky panství Ledeč nad Sázavou. K panství patřilo město Ledeč, 26 vesnic, příslušenství v několika dalších vesnicích a tvrz v Hradci. K Ledči byl připojen i samostatný statek Hamry s dalšími sedmi vesnicemi a tvrzí ve Vlastějovicích, součástí panství bylo také městečko Hněvkovice. Celý tento majetek byl v roce 1636 ohodnocen odhadní sumou 162 536 zlatých a Adrian z Enkenfurtu jej získal darem za vojenské zásluhy, byly v tom zohledněny i pohledávky jeho tchána Jana Křtitele z Verdenberka. Enkenfurt byl však povinen vyplatit 20 000 zlatých z výnosu panství plukovníku Baltasaru Mohrovi, dalších více než 40 000 zlatých představovaly trčkovské dluhy, které se také zavázal uhradit. Na statku Hradec nechal po roce 1643 postavit tvrz, která sloužila jako provizorní sídlo v době oprav ledečského hradu.
Hospodářská situace panství Ledeč byla během třicetileté války neutěšená, Adrian z Enkenfurtu se zde navíc zdržoval jen výjimečně. Hned v roce 1636 potvrdil městu jeho stará privilegia a v předhradí nechal postavit novou bránu, která se stala součástí opevnění (1642). Ledeč byla v té době několikrát obsazena švédskými vojsky a v roce 1643 větší část města podlehla požáru. Enkenfurt nebyl schopen dostát finančním závazkům a v roce 1646 prodal statek Hamr Ladislavu Burianovi z Valdštejna, majiteli sousedního panství Světlá nad Sázavou. Na ledečském zámku pobýval častěji po skončení třicetileté války a nakonec zde také zemřel.
Jeho manželkou byla hraběnka Anna Kamila z Verdenberku (1620–1665), dcera rakouského dvorského kancléře Jana Křtitele z Verdenberka (1582–1648). Do manželství přinesla věnem statek Zdislavice a později dalšími nákupy rozšířila rodový majetek, přikoupila statky Svojšice (1638) a Bohdaneč (1643). Ve Svojšicích zahájila přestavbu zpustlé tvrze na raně barokní zámek. Jejich jediný syn Jan Ferdinand František (1645–1710) prodal panství Ledeč nad Sázavou a Svojšice v roce 1677 hraběti Michaelu Osvaldu Thunovi. Syn Václav Adrian (†1738) na základě předchozích dědických dohod s rodinou Verdenberků zdědil v roce 1733 panství Náměšť nad Oslavou a další verdenberské statky v Rakousku. Zemřel jako poslední potomek rodu v roce 1738. Jednou z jeho dědiček byla Marie Josefa Rottalová (1712–1769), po matce z rodu Enkenfurtů. Provdala se za hraběte Antonína Josefa Breunera a jejich potomstvo v roce 1771 převzalo alianční příjmení Breuner-Enckevoirth (uváděno též jako Enckewirth). Posledním nositelem tohoto jméno byl hrabě August Breunner-Enkevoirth (1828–1894), jímž rod Breunnerů vymřel.